# Vladimir Quesada
Vladimir Antonio de la Trinidad Quesada Araya (San José, 12 maggio 1966) è un ex calciatore costaricano, di ruolo difensore.

## Carriera
Partecipò al Campionato mondiale di calcio 1990 e alla CONCACAF Gold Cup del 1991.